# Indophantes
Indophantes is een geslacht van spinnen uit de familie hangmatspinnen (Linyphiidae).

## Soorten
De volgende soorten zijn bij het geslacht ingedeeld:
- Indophantes agamus Tanasevitch & Saaristo, 2006
- Indophantes barat Saaristo & Tanasevitch, 2003
- Indophantes bengalensis Saaristo & Tanasevitch, 2003
- Indophantes digitulus (Thaler, 1987)
- Indophantes halonatus (Li & Zhu, 1995)
- Indophantes kalimantanus Saaristo & Tanasevitch, 2003
- Indophantes kinabalu Saaristo & Tanasevitch, 2003
- Indophantes lehtineni Saaristo & Tanasevitch, 2003
- Indophantes pallidus Saaristo & Tanasevitch, 2003
- Indophantes ramosus Tanasevitch, 2006
- Indophantes sumatera Saaristo & Tanasevitch, 2003
- Indophantes tonglu Tanasevitch, 2011